# Conversazione in Sicilia
Conversazione in Sicilia è un romanzo di Elio Vittorini. È stato prima pubblicato a puntate dalla rivista letteraria Letteratura nel biennio 1938-1939, poi in un unico volume, edito da Parenti, intitolato Nome e lagrime (dal nome del racconto che precedeva il romanzo) e finalmente come Conversazione in Sicilia per Bompiani nel 1941.

## Trama
Il romanzo si presenta al lettore come il viaggio di un uomo che ritorna nella sua terra natìa. L'identità del viaggiatore è incerta, ma è lo stesso autore ad avvisare che il racconto non è autobiografico. Inoltre, la stessa Sicilia che Vittorini descrive «è solo per avventura Sicilia; perché il nome Sicilia mi suona meglio del nome Persia o Venezuela.» Il romanzo si compone di cinque parti e l'epilogo, per un totale di 49 capitoli.

### Parte prima
(Incipit del I capitolo)
Il protagonista è Silvestro Ferrauto, intellettuale e tipografo, che vive a Milano da 15 anni. È figlio di Costantino (impiegato delle ferrovie) e Concezione, che ha lasciato quando aveva 15 anni per tentare di trovare lavoro al Nord Italia. Quando riceve la lettera di suo padre che gli annuncia di aver lasciato la moglie per andare a Venezia con un'altra donna, decide di tornare al suo paese in coincidenza dell'onomastico della madre. Prende il treno senza avvisare e torna nella sua isola.

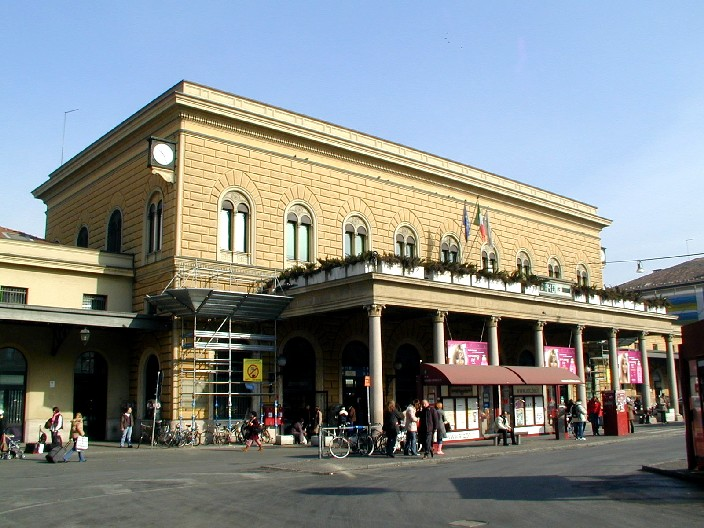
La Stazione di Bologna, da cui prende avvio la narrazione.

Durante il viaggio, Silvestro incontra alcuni personaggi che lo colpiscono particolarmente. Sul traghetto che lo porta da Villa San Giovanni a Messina, conosce un piccolo siciliano disperato con una moglie bambina, che lo scambia per americano e gli offre delle arance. Sul treno che lo porta a Siracusa, incrocia un uomo in cerca di doveri più grandi, che chiama Gran Lombardo (cfr. Dante, Paradiso XVII, vv. 70–72), un vecchio, un catanese e un ragazzo malato di malaria. Conosce poi due poliziotti, denominati dal protagonista Senza Baffi e Con Baffi, disprezzati dagli occupanti siciliani del vagone.

### Parte seconda
Lasciato Senza Baffi a Siracusa, Silvestro prosegue il suo viaggio su un treno della ferrovia secondaria, si ferma a dormire a Vizzini e infine giunge nel paese di sua madre. Dopo averla ritrovata percorrendo la strada solo grazie alla sua memoria, pranza con lei e intraprende una discussione lenta e ripetitiva, in cui entrambi ricordano la vita nelle case cantoniere. Silvestro sembra ricordarsi un passato felice, mentre Concezione gli ricorda spesso la miseria in cui vivevano.
Insieme pranzano con una sola aringa e mangiando continuano a discutere; il tono tra i due sembra semplice e quasi "distaccato". Il dialogo tocca anche il padre, colpevole di averla tradita tante volte e di essere stato un buono a nulla, e il nonno, un grand'uomo che Concezione ammirava molto. Silvestro paragona il nonno al Gran Lombardo, in cerca di qualcosa di più, anche se non lo ricorda bene. Infine parlano anche dell'unico tradimento che la madre ha compiuto, con un soldato scappato dalla prima guerra mondiale.

### Parte terza
Dopo essere stata lasciata da Costantino, Concezione lavora facendo iniezioni ai malati del paese, che hanno un po' di malaria e un po' di tisi e vivono quasi tutti nella povertà più assoluta.

### Parte quarta
(L'uomo Ezechiele)
Incontra così i personaggi cardine dell'ultima parte. Inizialmente l'arrotino Calogero, che sostiene che nessuno ha più coltelli da affilare e si rallegra del temperino che Silvestro ha con sé. Calogero lo porta così dall'uomo Ezechiele, che gli racconta di come il mondo sia offeso. Il trio si sposta poi dal panniere (venditore di stoffe) Porfirio e infine alla bottega di Colombo, dove bevono alcuni bicchieri di vino.

### Parte quinta ed epilogo
Lasciata la compagnia, Silvestro va da solo in via Belle Signore, dove incontra un soldato che rimane nell'ombra per non farsi vedere. I due si mettono a discutere nel cimitero e il soldato gli confessa che si ricorda di quand'era piccolo, mentre giocava con il fratello Silvestro. Gli racconta che lui recita ogni giorno una parte al cimitero insieme a tutti i «Cesari non scritti. Macbeth non scritti». Il soldato inoltre, prima di scomparire, dice metaforicamente di trovarsi da trenta giorni su un campo di battaglia innevato.
La mattina dopo, la madre di Silvestro gli dice che si è ubriacato la sera prima ed è tornato a casa tardi. Contemporaneamente, riceve la notizia della morte del fratello Liborio in guerra. Silvestro e Concezione discutono un po' sulla gioia che dovrebbe provare lei per la morte di un figlio sul campo di battaglia: è un onore per la patria. L'uomo le annuncia anche che sarebbe ripartito in giornata. Silvestro poi esce e si mette a piangere, fermandosi davanti alla statua dedicata ai caduti e circondato da tutte le persone che ha incontrato nel suo viaggio. Infine, dopo esser tornato a casa, nota la madre tesa a lavare i piedi ad un uomo inizialmente non riconosciuto dal protagonista: è il padre. Sconcertato, Silvestro si accorge che è ora di ripartire ed esce silenziosamente di casa ignorando la presenza del padre, che lui neanche saluta.

## Analisi

### Romanzo onirico
È possibile leggere l'opera con due diverse chiavi di lettura: la prima è quella nel segno dell'allucinazione, del sogno. Questa via spiegherebbe l'assenza di un vero filo rosso che accomuni i vari incontri del protagonista, i dialoghi estenuanti e ripetitivi, le situazioni finora estranee al panorama letterario italiano - si pensi alla serie di punture effettuata dalla madre del protagonista. Questa interpretazione giustificherebbe anche il tono decisamente bizzarro e inconsueto della narrazione: ad esempio nella parte quarta i protagonisti ripetono incessantemente di "soffrire per il mondo offeso". Inoltre così troverebbe un senso anche il surreale e inverosimile ritorno nel finale di tutti i personaggi incontrati nel corso della storia, subito dopo il dialogo col fantasma del fratello morto in guerra.

### Critica al fascismo
Un'altra possibile interpretazione — ed è questa la più in auge per la critica — legge l'intera opera in chiave simbolica, quasi allegorica. Vittorini, per non incorrere nella censura del regime mussoliniano — il libro viene pubblicato nel 1941 —, avrebbe mascherato le sue reali intenzioni antifasciste dietro un romanzo i cui personaggi e dialoghi hanno un significato che va oltre l'apparenza.
L'arrotino che cerca lame e coltelli, ma non ne trova presso la gente, simboleggia il rivoluzionario che cerca di agitare il popolo, ma nessuno vuole reagire perché tutti fanno finta di niente di fronte alle violenze. L'uomo Ezechiele, i cui occhi madidi sembrano implorare pietà per il mondo offeso, sta ad indicare la filosofia consolatoria. Porfirio, il venditore di stoffe, è la cultura cattolica che, al posto dell'offesa inferta dalle forbici, propugna l'azione dell'Acqua viva. I tre rappresentano gli sforzi di chi cerca in ogni modo di opporsi al regime, ma non vi riesce a causa dell'indifferenza comune. E infine l'oste Colombo che rappresenta l'intellettuale di regime impudico e banditesco.
In questa prospettiva i due passeggeri altezzosi del treno: Coi Baffi e Senza Baffi, che sono due poliziotti siciliani, impiegati al nord e che, pertanto vengono disprezzati dagli altri occupanti del vagone ferroviario, rappresentano il perbenismo menefreghista di chi si è fatto o crede di essersi fatto borghese, di chi ha tradito la classe dei poveri che lo circondano. Ed è proprio questo infischiarsene e disprezzare che provoca ironica ilarità nel quartetto di personaggi che il protagonista incontra più tardi: il Gran Lombardo che aspira ad una nuova moralità, il vecchietto col suo ghigno sarcastico e gli altri due giovani nello scompartimento. Il personaggio del Gran Lombardo esprime il possibile cambiamento della tradizione siciliana. La sua critica infatti è rivolta alla situazione socio-politica dell'intera nazione che era sotto il giogo del fascismo e non soltanto alla Sicilia, intorpidita in un senso di abbattimento e oppressione dei corpi e delle menti privati di ogni soddisfazione e felicità. Per questo il Gran Lombardo parla di "nuovi doveri" degli uomini che dovranno soppiantare quelli più antichi, ripetitivi e senza significato così da risvegliare le coscienze. In contrasto con il personaggio del Gran Lombardo Vittorini delinea la figura del vecchietto, dall'aspetto rustico e col volto simile al bastone nodoso che porta in mano, il quale risponde alle affermazioni dei compagni con piccole e contenute risate sarcastiche perché simbolo del destino riserbato ai siciliani, compimento delle aspirazioni del Gran Lombardo, conoscitore silenzioso del futuro di tutti loro che li trasformerà in inermi fuscelli sia che essi siano in forze oppure malati. 
Coloro i quali vanno incontro inconsapevolmente a tale destino sono i due giovani: il Catanese e il fanciullo malato. Il Catanese è simbolo dell'uomo forte e sanguigno ma ignorante e dallo sguardo vuoto con una tristezza da animale insoddisfatto, porta quindi in sé quella malattia morale di cui parla il Gran Lombardo che lo ridurrà a uomo malato e debole come il fanciullo presente tra loro.
Gli umili che l'autore descrive non sono più solo specchio della Sicilia povera e arretrata, già oggetto di analisi da parte dei veristi; ma di tutti i prevaricati di ogni tempo ed ogni luogo, di quelli che soffrono e proprio per questo sono più umani degli altri.
Vi è inoltre la vitalità della madre che non si lascia abbattere dall'abbandono del coniuge, anzi si adopera per sbarcare il lunario con ogni espediente. Ella inoltre critica senza rimpianto il marito donnaiolo e vigliacco. La madre simboleggia quindi uno spiraglio di speranza per il "mondo offeso", con le  cure che  perpetra tra i malati dei paesi vicini in modo disinteressato poiché essi non possono pagarla per i servizi svolti.

### Tema del viaggio
Nell'opera è presente il motivo del viaggio: esso è infatti un pretesto, o meglio artificio, per introdurre, per mezzo delle voci dei personaggi, situazioni ed idee dell'autore. Viaggiare non è solo un'occasione per registrare nuove sensazioni, ma il tramite per recuperare una dimensione umana ovvero per recuperare la propria identità. Infatti Vittorini affronta questo tema attraverso le immagini che si figurano nella mente di Silvestro man mano che si avvicina alla terra natale. Quei "topi neri" e indistinguibili in cui si erano trasformati i suoi ricordi svaniscono per lasciare spazio a nitidi ricordi d'infanzia. L'oppressione aveva cancellato il passato delle persone eliminando anche la loro personalità. Silvestro tornando indietro verso la Sicilia riacquista i sentimenti di cui era stato privato ma soprattutto la sua capacità di amare, mettendo fine alla condizione di essere vuoto simile a una macchina.

### Stile

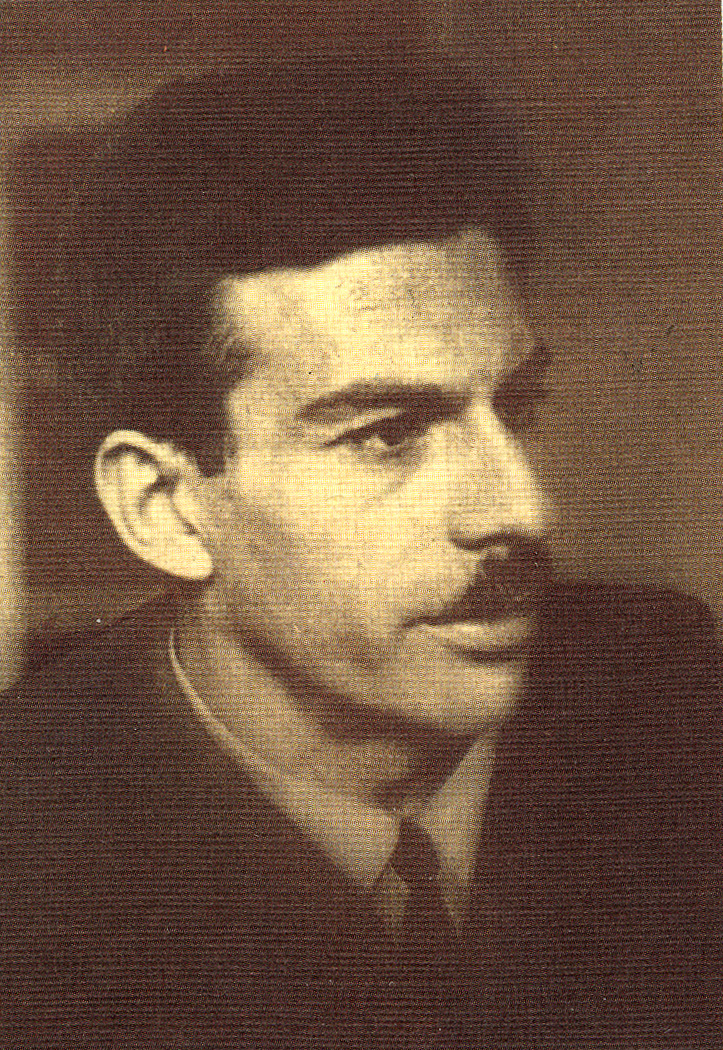
Elio Vittorini.

La tecnica utilizzata da Vittorini è molto suggestiva, in quanto permette di creare un alone di indeterminatezza e mistero attorno alla scena narrata. Tuttavia le allusioni criptiche rischiano di cogliere il lettore impacciato e incredulo di fronte ad un testo che potrebbe sembrare puramente fantastico. I richiami realisti e veristi della parte prima e terza — all'inizio l'opera assomiglia parecchio, nelle tematiche, alle narrazioni di Verga e Silone —, l'ambientazione sicula, potrebbero impedire che l'opera venga correttamente compresa come uno scritto pregno di significato politico e non organico al regime.
In alcuni momenti il tempo dell'azione si ferma rispetto a quello della narrazione: è il caso dei lunghissimi dialoghi tra i personaggi che perseverano nel ripetere poche frasi intramezzate da brevi esclamazioni. Sembra che Vittorini senta il bisogno di ribadire più e più volte lo stesso concetto.
In definitiva, l'opera presenta un elevato valore storico, anche se difficilmente risulterebbe comprensibile senza le indicazioni fornite dalle note.
Una particolarità è l'utilizzo delle immagini realizzate dal pittore palermitano Renato Guttuso e dal fotografo Luigi Crocenzi, che hanno dato vita all'edizione illustrata del 1950.

## Edizioni
- Nome e lagrime, Firenze, Parenti, 1941; Collana Scrittori italiani e stranieri, Milano, Mondadori, 1972.
- Conversazione in Sicilia (Nome e lagrime), Milano, Bompiani, 1941; 1945.
- Conversazione in Sicilia, edizione illustrata a cura dell'autore, Milano, Bompiani, 1953; Bompiani, 2007, ISBN 978-88-17-01548-6.
- Conversazione in Sicilia, Collezione I delfini, Milano, Bompiani, 1958.
- Conversazione in Sicilia, Introduzione di Edoardo Sanguineti, Collezione NUE n.78, Torino, Einaudi, 1966.
- Conversazione in Sicilia, prefazione e note di Giovanni Falaschi, collezione Letture per la scuola media n.34, Torino, Einaudi, 1975.
- Conversazione in Sicilia, illustrazioni di Renato Guttuso e Note di Sergio Pautasso, Collezione Scala italiani, Milano, Rizzoli, 1986, ISBN 88-17-66920-2.
- Conversazione in Sicilia, illustrazioni di Renato Guttuso, Introduzione e Note di Sergio Pautasso, Collezione BUR, Milano, Rizzoli, 1988. ISBN 88-17-13670-0; 2000. ISBN 88-17-20285-1; 2006. ISBN 88-17-00968-7; Nuova edizione aggiornata, Collezione Contemporanea, BUR, 2012, ISBN 978-88-170-7928-0.
- Conversazione in Sicilia, Prefazione di Luciano Canfora, Collezione I Grandi Romanzi Italiani, Milano, RCS Quotidiani, 2003.